# صنایع دستی شمال شرق ایران
تولیدات هنری نقش پراهمیتی در اقتصاد استان‌های شمال شرقی ایران (خراسان شمالی، جنوبی و رضوی) دارند. قالی‌بافی، ابریشم‌کشی، شعربافی، نمدبافی، پوستین‌دوزی، سنگ‌تراشی و قلم‌زنی روی سنگ، فیروزه‌تراشی، سفال‌گری، سبد و حصیربافی از جمله تولیدات این استان‌ها هستند. انواع دیگر تولیدات دستی شامل چارق، گیوه، فراورده‌های چوبی و فلزی، نقاشی روی چرم و غیره می‌باشند.

## نمدبافی
در میان عشایر خراسان، صنعت نمد مالی از رونق فراوانی برخوردار است و دو مرکز اصلی تولید آن، شهرهای مشهد و قوچان هستند.

## گلیم بافی
در میان عشایر و روستاییان خراسان، گلیم بافی به عنوان یک فعالیت خانگی معمول است. مناطق عمده گلیم بافی در استان خراسان، شهرستان‌های مشهد، قوچان و شیروان است.

## پوستین دوزی
یکی از صنایع مهم استان خراسان پوستین دوزی است. در شمال استان، سردی هوا موجبات پیدایش و گسترش این صنعت را فراهم آورده است. پوستین دوزی درمیان عشایر کوچ‌نشین استان از اهمیت به سزایی برخوردار است.

## سنگ‌تراشی و قلم زنی روی سنگ
سنگ‌تراشی یا حجاری یکی از صنایع وفنون کهن ایران است. صنعت گران‌سنگ‌تراش از قدیم با تراش سنگ‌های کوه بعضی ابزار واشیاء واسباب خانه وسایل آیینی وزینتی می‌ساختند وروی آن‌ها استادان قلم زن نقش‌هایی می‌انداختند. سنگ‌تراشی وقلم زنی از قدیم به هم وابسته بوده و سنگ تراشان وقلم زنان با یکدیگر در پدیدآوردن اشیای سنگی همکاری می‌کردند. مشهد یکی از شهرهایی است که هنر سنگتراشی آن زبان زد خاص و عام است که هم‌اکنون کارگاه‌های زیادی به این امر اشتغال دارند. مهم‌ترین مواد مصرف سنگ تراشان مشهد انواع مختلف سنگ نظیر سنگ مرمر، سنگ نسوز، سنگ سیاه، سنگ زرد، سنگ سبزو… می‌باشد که صرف نظراز سنگ سبز بقیه از معادن استان خراسان تأمین می‌شوند. مصرف سنگ سیاه به علت ارزانی ونقش پذیری، زیاد بوده، ولی سنگ سبز کرمان به علت گرانی و نیاز به صرف وقت زیاد جهت تولید محصول مصرف کمتری دارد.
قلم زنی- مراحل کار
طرح اندازی:اشیای سنگی را تراش داده وصیقلی کرده سپس رویه سنگ‌ها رارنگ روغنی سیاه می‌زنند. پس از خشک شدن رنگ، طرح اولیه نقش‌های مرد نظر را با قلم‌های فلزی نوک مدادی روی سنگ درمی‌آورند.
زمینه برداری: پس از طرح پردازی روی اشیاء، سطوح بیرونی خطوط طرح را با قلم می‌کنند وبر می‌دارند تا خطوط ونقش‌ها به صورت برجسته نمایان گردد.
سایه زدن :پس از زمینه برداری روی نقش‌ها سایه می‌زنند وگل وبوته‌ها را باسایه‌هایی که می‌زنند تزیین می‌کنند.
ابزار کار:برس رنگ کاری، قلم فلزی ساده، قلم آجداربرای نقش کندن، پرگار، خط‌کش، گونیا وتقه که نوعی چکش است.
انواع نقش‌ها: استادان مشهدی نقش‌های مختلفی را بر روی اشیاء سنگی می‌اندازند که معروف‌ترین
آن‌ها عبارتند از:گل شاه عباسی، گل مرغی، گل‌ریز، ترنج، خطی، کاروان، چهره، دهان ازدری، شکارگاه، نقوش اسلیمی ونقش رورو که بیشتر در حاشیه استفاده می‌شود.
دست ساخت‌های سنگی
عمده‌ترین اشیاء سنگی که در مشهد ساخته وقلم زنی می‌شود عبارتند از: کاسه، بشقاب، دیگ (هرکاره)، سماورواسباب چای خوری، سینی قلیان، سرمه دان، کشکول وغیره

## شعر بافی
شعربافی که به آن دست‌بافی نیز گفته می‌شود یکی از پرطرفدارترین صنایع دستی ایران در خراسان است که از گذشته به‌عنوان یکی از مشاغل خانگی و کارگاهی شناخته می‌شود. معنی لغوی «شعر»، موی انسان یا حیوان است و بنابراین در انواع بافت صنایع دستی ایران به نوعی پارچه که با کارگاه و با استفاده از موی حیوان بافته می‌شود، شعر می‌گویند.
برای بافت شعر فقط از موی حیوان استفاده نمی‌شود و در تار و پود این پارچه از نخ ابریشمی نیز استفاده می‌کنند. دستگاهی که برای بافت شعر مورد استفاده قرار می‌گیرد، چهارورودی نوعی دستگاه سنتی نساجی است که معمولاً در کارگاه‌های بافندگی برپا می‌شود. حرفه شعر بافی نه تنها در مشهد، بلکه در گناباد، تربت حیدریه و سبزوار نیز انجام می‌شود.

### تاریخچه
تاریخچه بافت شعر به دوره هخامنشیان و اشکانیان برمی‌گردد و این هنر قدمتی بیش از هزار سال دارد. اینن صنعت زیبا در زمان ساسانیان به اوج شکوفایی رسید و اوایل دوره اسلامی به آن «جولاهی» می‌گفتند. در شعر بافی از رنگ‌های بسیار متنوعی استفاده می‌شود که شامل زرد، سبز، مشکی، سفید، بنفش، زرشکی و قرمز است و طرح آن بیشتر به شکل میله‌ای یا راه‌راه است.

## فیروزه تراشی
شهرستان نیشابور که به شهر فیروزه شهرت دارد، دارای کانی‌های ارزشمندی از فیروزه می‌باشد که از بیش از ۲۰۰۰ سال پیش بهره‌برداری می‌شده است. فیروزه تراشی یکی از پیشه‌های قدیمی در استان خراسان است؛ و مراکز تراش فیروزه به فراوانی در بخش‌های گردشگری نیشابور و مشهد دیده می‌شود. اشکال پیکانی و مسطح از جمله تراش‌هایی است که طرفداران فراوان دارد. فیروزه یکی از ره‌آوردهای مهم استان خراسان است و بازار پررونقی نه تنها در استان، بلکه در سطح کشور دارد.

## سفالگری
یکی از صنایع دستی مهم در ایران سفالگری است که در شهرهای حاشیه کویر ایران از موقعیت مناسبی برخوردار است. مرکز اصلی این صنعت در استان خراسان، در شهرستان گناباد به ویژه روستای مند است. از جمله مهم‌ترین تولیدات این صنعت انواع گلدان و ظروف سفالی است.

## سبد و حصیر بافی
یکی از صنایع دستی مهم و پردازشی که با هزینه بسیار ناچیز، ساخته‌هایی را می‌آفرینند، سبد و حصیر بافی است. مواد اولیه این تولیدات، کاه و شاخه‌های نازک درختان است و مرکز اصلی آن روستاهای اطراف طرقبه در استان خراسان می‌باشد. به دلیلهم چنین خاصیت انعطاف‌پذیری آن زیاد می‌باشد. صنایع ظریف حصیر بافی، در میان مسافرینی که به این استان سفر می‌کنند و هم چنین اهالی منطقه، جایگاه ویژه‌ای دارد.